# Ingmar Lehmann
Ingmar Lehmann (* 4. Dezember 1946 in Wernigerode) ist Mathematiker, Hochschullehrer und Sachbuch-Autor.
Ingmar Lehnamm studierte von 1965 bis 1970 Mathematik und Physik an der Humboldt-Universität Berlin mit dem Abschluss als Diplomlehrer (Mathematik/Physik). 1973 wurde er dort zum Dr. rer. nat. promoviert. Von 1980 bis 1981 absolvierte er ein Zusatzstudium an der Universität und Pädagogischen Hochschule Krakau. 1988 wurde ihm an der Humboldt-Universität die Promotion B verliehen, 1994 erhielt er die venia legendi für Mathematik.
Ingmar Lehmann lehrte als Privatdozent an der Humboldt-Universität Berlin im Bereich Mathematikdidaktik. Er war außerdem in der Grundschullehrerausbildung Mathematik tätig. Seine Forschungsschwerpunkte umfassen den computerunterstützten Mathematikunterricht und die Popularisierung von Mathematik. Als Projekt betreute er die Digitale Modellbibliothek. In der Zeitschrift LOG IN war er für den Teil „Praxis und Methodik: Informatik im Mathematikunterricht“ zuständig. Lehmann war auch in der Lehrerfortbildung aktiv. Von 2003 bis 2011 war er Leiter der Mathematischen Schülergesellschaft „Leonhard Euler“ (MSG) am Institut für Mathematik an der Humboldt-Universität Berlin und dort dem Senator für Bildung, Wissenschaft und Forschung zugeteilt. 2012 ging er in den Ruhestand.

## Schriften
- mit Alfred S. Posamentier: Mathematical Curiosities. A Treasure Trove of Unexpected Entertainments. Prometheus Books, Amherst NY 2014, ISBN 978-1-61614-931-4.
- mit Alfred S. Posamentier: Magnificent Mistakes in Mathematics. Prometheus Books, Amherst NY 2013, ISBN 978-1-61614-747-1.
- mit Alfred S. Posamentier: The Secrets of Triangles. A Mathematical Journey. Prometheus Books, Amherst NY 2012, ISBN 978-1-616-14587-3.
- mit Alfred S. Posamentier: The Glorious Golden Ratio. Prometheus Books, Amherst NY 2012, ISBN 978-1-61614-423-4.
- mit Alfred S. Posamentier: Mathematical Amazements and Surprises. Fascinating Figures and Noteworthy Numbers. Afterword by Herbert A. Hauptman, Nobel Laureate. Prometheus Books, Amherst NY 2009, ISBN 978-1-59102-723-2.
- mit Alfred S. Posamentier: The (Fabulous) Fibonacci Numbers. Afterword by Herbert A. Hauptman, Nobel Laureate. Prometheus Books, Amherst NY 2007, ISBN 978-1-59102-475-0.
- mit Alfred S. Posamentier: π. A Biography of the World's Most Mysterious Number. Afterword by Herbert A. Hauptman, Nobel Laureate. Prometheus Books, Amherst NY 2004, ISBN 1-591-02200-2.
- mit Wolfgang Schulz: Mengen – Relationen – Funktionen. Eine anschauliche Einführung. Teubner, Stuttgart u. a. 1997, ISBN 3-8154-2115-2 (mehrere Auflagen).
- als Herausgeber: Variable, Gleichungen, Operationen (= Der Mathematikunterricht. Jg. 41, H. 6, ISSN 0025-5807). Friedrich, Seelze 1995.
- Zum Arbeiten mit binären Operationen aus schulmathematischer Sicht. s. n., s. l. 1988 (Berlin, Humboldt-Universität, Dissertation B, 1988).
- Zur Theorie der bisymmetrischen Quasigruppen und zu den Potenzen dieser Theorie für die Modernisierung des Mathematikunterrichtes. s. n., s. l. 1973 (Berlin, Humboldt-Universität, Dissertation, 1973).